# Hans Nielsen Strelow
Hans Nielsen Strelow (også Hans Nilssøn Strelow; født 1587 i Visby, dengang Danmark; død 27. februar 1656 sst.) var en dansk-gotlandsk præst og krønikeforfattere.
Strelow er født 1587 i øens hovedby Visby. I 1607 blev han præst i Vall og Hogräns Sogne og i 1628 blev han efterhånden valgt til provst i det nordlige og 1630 i det centrale Gotland. Men mest kendt er han i dag gennem hans gotlandske krønike. Allerede som ung præst var han interesseret i Gotlands historie og begyndte i 1622 for alvor at indsamle material til en landskabskrønik. Krøniken kom til at hedde Cronica guthilandorum, var dedikeret til kong Christian 4. og blev udgivet 1633 i København. Selvom den bærer et latinsk navn, er den skrevet på dansk. Strelows krønike bygger på ældre kildemateriale, som ikke findes længere. I hans skildring af øens og guternes historie afviger han på enkelte punkter fra den middelalderige Gutersaga. Ifølge Strelow var mange guterne f.eks. allerede i Harald Blåtands tid kristne. Det var altså ikke Olav den Hellige, som begyndte at udbrede som første den kristne tro på øen, som Gutersagaen påstår. Derimod udbredte Olav den Hellige den kristne tro med vold.
Efter at øen blev svensk i 1645 blev han udnævnt til superintendent (biskop) i Visby Stift. Efter hans død i 1556 valgte de gotlandske præster samt rådet i Visby Nils Lauritsen til hans efterfølger. Den svenske regierung nægtede sig dog at anerkende valget, idet den svenske rigsdag allerede i 1654 havde fastslået at kun svenskfødte kunne blive superindendent på Gotland, for at forhindre at dansksindede fra øen fik embedet.